# الخلية المسراقية خارجي الكبيبة
الخلية المسراقية خارجي الكبيبة (المعروف أيضا باسم خلايا لاسيس، وخلايا الميثرة، أو خلايا غورماغتيغ) هي خلية بيرسيتية توجد خارج الكبيبة، بالقرب من القطب الأوعية الدموية. إنها تشبه خلايا العضلات الملساء وتلعب دورًا في التنظيم الذاتي الكلوي لتدفق الدم إلى الكلى وتنظيم ضغط الدم الجهازي من خلال نظام الرينين والأنجيوتنسين. هي جزء من الجهاز المجاور للكبيبات، جنبا إلى جنب مع البقعة الكثيفة خلايا نبيب كلوي بعيد والخلايا المجاورة للكبيبة من شريان وارد.
إن الوظيفة المحددة للخلايا المسراق الكبيبية غير مفهومة جيدًا، على الرغم من أنها مرتبطة بإفراز إرثروبويتين وإفراز الرينين. وهي تتميز عن الخلايا المسراق داخل الكبيبة، والتي تقع بين الغشاء القاعدي والخلايا الظهارية داخل الكبيبة.